# Paznauner Tal
Paznauner Tal är en dal i Österrike.   Den ligger i förbundslandet Tyrolen, i den västra delen av landet, 500 km väster om huvudstaden Wien.
Trakten runt Paznauner Tal består i huvudsak av gräsmarker. Runt Paznauner Tal är det glesbefolkat, med 13 invånare per kvadratkilometer.